# J. Smith-Cameron
J. Smith-Cameron (Louisville, Kentucky; 7 de septiembre de 1957), nacida como Jean Isabel Smith, es una actriz estadounidense. Es más conocida por su papel de Janet Talbot en la serie de televisión Rectify y como Gerri Kellman en la serie Succession, de HBO. En el cine ha trabajado en películas como That Night, Jeffrey, Poderosa Afrodita, Sabrina y Cuenta conmigo. 

## Biografía
Nacida el 7 de septiembre de 1957 en Louisville, Kentucky, es hija del arquitecto Richard Sharpe Smith. Creció en Greenville, Carolina del Sur, y se dio a conocer con el nombre J. Smith cuando era estudiante en la Universidad Estatal de Florida y colaboraba en la escuela de teatro de su facultad. Allí conoció al director de cine Victor Nuñez, con el que colaboró para la película Gal Young 'Un (1979). Tras terminar sus estudios, añadió a su nombre artístico el apellido de su abuela, Cameron, para distinguirse de otra actriz registrada como J. Smith en la Actors' Equity Association.
Debutó en Broadway en 1982, sustituyendo a la actriz Mia Dillon en la comedia titulada Crimes of the Heart. Poco a poco participó en otros proyectos y producciones, como Lend Me a Tenor, Our Country's Good, Night Must Fall, After the Night and the Music y Tartufo, de Molière.
En el año 2000 se casó con el cineasta y dramaturgo Kenneth Lonergan. La pareja tiene una hija de nombre Nellie.
Como actriz teatral ha obtenido diversos reconocimientos, entre los cuales destaca un premio Obie por la producción de Broadway As Bees in Honey Drown (1997), que también le valió una nominación a los premios Drama Desk y una nominación al Outer Critics Circle Award como Mejor actriz en una obra. Entre las nominaciones adicionales se incluyen el premio Drama Desk por Sarah, Sarah (2004) y el premio Tony a la Mejor actriz en la obra Our Country's Good.

## Vida personal
Smith-Cameron está casada con el dramaturgo, guionista y director de cine Kenneth Lonergan. Tienen una hija, Nellie.

## Filmografía

### Cine
| Año  | Título                 | Personaje         |
| ---- | ---------------------- | ----------------- |
| 1979 | Gal Young 'Un          | Elly              |
| 1987 | 84 Charing Cross Road  | Ginny             |
| 1992 | That Night             | Carol Bloom       |
| 1995 | Jeffrey                | Sharon            |
| 1995 | Mighty Aphrodite       | Esposa de Bud     |
| 1995 | A Modern Affair        | Diane             |
| 1995 | Let It Be Me           | Clarice           |
| 1995 | Sabrina                | Carol             |
| 1996 | Harriet the Spy        | Mrs. Welsch       |
| 1996 | The First Wives Club   | Miss Sullivan     |
| 1996 | The Proprietor         | New York - Texans |
| 1997 | Arresting Gena         | Caroline Lee      |
| 1997 | In & Out               | Trina Paxton      |
| 1999 | The Rage: Carrie 2     | Barbara Lang      |
| 2000 | Puedes contar conmigo  | Mabel             |
| 2005 | Bittersweet Place      | Violet            |
| 2006 | A Very Serious Person  | Carol             |
| 2011 | Margaret               | Joan Cohen        |
| 2012 | Man on a Ledge         | Psiquiatra        |
| 2014 | Like Sunday, Like Rain | Mary              |
| 2016 | Christine              | Peg Chubbuck      |
| 2016 | No Pay, Nudity         | Debra             |
| 2018 | Nancy                  | Ellen Lynch       |
| 2022 | Vengeance              | Sharon            |
| 2022 | The Year Between       | Sherri Miller     |

### Televisión
| 1984–1985        | Guiding Light                     | Nancy Ferris    |                                               |
| 1985, 1988, 1989 | The Equalizer                     | Varios          | 3 episodios                                   |
| 1990             | H.E.L.P.                          | Sra. Perry      | Episodio: "Fire Down Below"                   |
| 1990–1991        | The Days and Nights of Molly Dodd | Ramona Luchesse | 12 episodios                                  |
| 1994             | She Led Two Lives                 | Angela Anderson | Película para televisión                      |
| 1996             | Homicide: Life on the Street      | Avis Griffin    | Episodio: "Sniper: Part 2"                    |
| 1996             | Spin City                         | Lisa            | Episodio: "The Competition"                   |
| 1998, 2001,      | Law & Order                       | Varios          | 4 episodios                                   |
| 1998             | American Experience               | Sra. Howard     | Episodio: "A Midwife's Tale"                  |
| 2001, 2007       | Law & Order: Criminal Intent      | Varios          | 2 episodios                                   |
| 2003             | K Street                          | Esposa de Tommy | 3 episodios                                   |
| 2007             | Six Degrees                       | Maggie Newton   | 2 episodios                                   |
| 2008             | Canterbury's Law                  | Elissa Shapiro  | Episodio: "Sweet Sixteen"                     |
| 2010             | The Big C                         | Vivian          | Episodio: "Playing the Cancer Card"           |
| 2010–2011        | True Blood                        | Melinda Mickens | 9 episodios                                   |
| 2011             | Law & Order: Special Victims Unit | Diane Eskas     | Episodio: "Educated Guess"                    |
| 2013–2016        | Rectify                           | Janet Talbot    | 30 episodios                                  |
| 2014             | Madam Secretary                   | Alice Millevoi  | Episodio: "Collateral Damage"                 |
| 2015             | The Good Wife                     | Samara Steel    | Episodio: "Restraint"                         |
| 2016–2018        | Divorce                           | Elaine Campbell | 3 episodios                                   |
| 2017–2020        | Search Party                      | Mary Ferguson   | 7 episodios                                   |
| 2018             | Mozart in the Jungle              | Amy Rutledge    | Episodio: "If I Was an Elf, I Would Tell You" |
| 2018–2023        | Succession                        | Gerri Kellman   | Personaje regular                             |
| 2022             | Fleishman Is in Trouble           | Barbara Hiller  | Episodio: "God, What an Idiot He Was!"        |
| 2023             | Waco: The Aftermath               | Lois Roden      | 4 episodios                                   |
| 2023             | Teenage Euthanasia                | Marnie (voz)    | Episodio: "Mother's Day"                      |
| 2024             | In the Know                       | Barb (voz)      | 6 episodios                                   |
| 2024             | Hacks                             | Kathy Vance     | 2 episodios                                   |
| (Fuentes:)       |                                   |                 |                                               |

### Videos musicales
| Año  | Sencillo                  | Artista        | Notas        |
| ---- | ------------------------- | -------------- | ------------ |
| 2023 | "Say It Like You Mean It" | Sleater-Kinney | Protagonista |

## Premios y nominaciones
| Año  | Premio                           | Categoría                                               | Trabajo            | Resultado | Ref.   |
| ---- | -------------------------------- | ------------------------------------------------------- | ------------------ | --------- | ------ |
| 1991 | Premios Tony                     | Mejor actriz de reparto en una obra de teatro           | Our Country's Good | Nominada  | [ 12 ] |
| 2019 | Premios Independent Spirit       | Mejor actriz de reparto                                 | Nancy              | Nominada  | [ 13 ] |
| 2022 | Premios Primetime Emmy           | Mejor actriz de reparto - Serie dramática               | Succession         | Nominada  | [ 14 ] |
| 2022 | Premios del Sindicato de Actores | Mejor reparto de televisión - Drama                     | Succession         | Ganadora  | [ 15 ] |
| 2022 | Premios de la Crítica Televisiva | Mejor actor de reparto en serie de drama                | Succession         | Nominada  | [ 16 ] |
| 2022 | Hollywood Critics Association    | Mejor actriz de reparto en una serie dramática          | Succession         | Nominada  |        |
| 2023 | Premios Primetime Emmy           | Mejor actriz de reparto - Serie dramática               | Succession         | Nominada  | [ 17 ] |
| 2023 | Premios Globo de Oro             | Mejor actriz de reparto de serie, miniserie o telefilme | Succession         | Nominada  | [ 18 ] |
| 2024 | Premios del Sindicato de Actores | Mejor reparto de televisión - Drama                     | Succession         | Ganadora  | [ 19 ] |